# Temporada da NBA de 1988–89
A Temporada da NBA de 1988–89 foi a 43.º temporada da National Basketball Association. O campeão foi o Detroit Pistons.